# ويكيبيديا الرومانشية
ويكيبيديا الرومانشية (الرومانشية:Vichipedia rumantscha) هي النسخة الرومانشية من موسوعة ويكيبيديا. قام بإنشاء المشروع شقيقان من كانتون غراوبوندن، ووفقًا لصحيفة لا كوتيديانا [الإنجليزية] الرومانشية، فقد مولت الحكومة الفيدرالية المشروع في السنتين الأوليين بمساهمة قدرها 60.000 فرنك سويسري (58.502 دولارًا أمريكيًا).

## الإحصائيات
| عدد المستخدمين المسجلين | عدد المستخدمين النشيطين | عدد المقالات | صفحات المحتوى | عدد التعديلات | عدد الملفات المرفوعة | عدد الإداريين |
| ----------------------- | ----------------------- | ------------ | ------------- | ------------- | -------------------- | ------------- |
| 16,555                  | 29                      | 3,711        | 9,131         | 159,278       | 51                   | 3             |

## التاريخ
- مارس 2005 - أنشئت المقالة رقم 100.[3]
- أكتوبر 2007 - أنشئت المقالة رقم 1000.[3]
- يناير 2008 - أنشئت المقالة رقم 2000.[4]